# Chaetomidium cephalothecoides
Chaetomidium cephalothecoides är en svampart som först beskrevs av Malloch & Benny, och fick sitt nu gällande namn av Arx 1975. Chaetomidium cephalothecoides ingår i släktet Chaetomidium och familjen Chaetomiaceae.   Inga underarter finns listade i Catalogue of Life.